# Muntanyes de Vâlcan

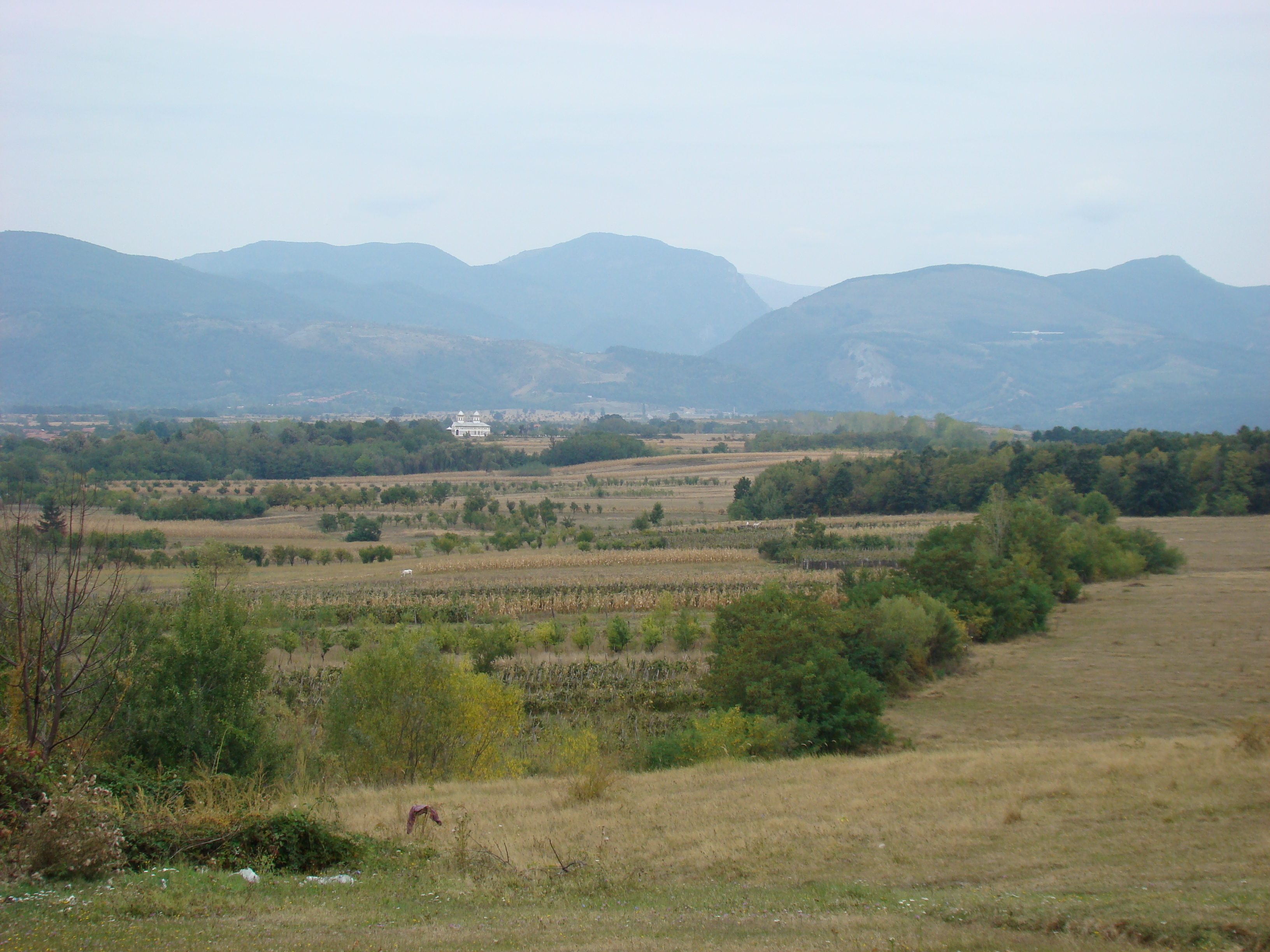
Les muntanyes de Vâlcan vistes des de Lelești

Les muntanyes de Vâlcan són una cadena de muntanyes dels Carpats meridionals al comtat de Gorj (Romania). Formen part del grup de les muntanyes Retezat-Godeanu. Corren uns 54 quilòmetres i el cim més alt és el pic de Vâlcan amb 1.946 metres. Les muntanyes recorren la vall del Jiu i serveixen de barrera d'entrada pel vessant sud de la vall.